# Magnum (Marvel Comics)
Wonder Man (No Brasil: Magnum; Em Portugal: Homem Maravilhoso) é um personagem das histórias em quadrinhos da revista dos Vingadores, grupo do qual ele fazia parte, publicada pela Marvel Comics. Criado por Stan Lee e Don Heck, sua identidade civil é Simon Williams, Simon Williams era o segundo filho do industrial Sanford Williams e irmão caçula de Eric Williams (Ceifador).
Quando seu pai morreu, Simon, então com 22 anos, assumiu o controle da Williams Inovações, enquanto Eric estava envolvido com o crime. Após ser ressuscitado decidiu se tornar ator. Por fim acabou se tornando dublê.

## Histórico
O personagem estreou nos EUA em "The Avengers" #9 e no Brasil em "Os Vingadores" #5 ("Bloquinho Premium", Bloch Editores, março de 1976), aliado do primeiro Barão Zemo, Simon Williams estava a cumprir pena por desfalque quando foi liberto e lhe foram concedidos super-poderes iônicos pelo Barão Zemo. Ele concordou em juntar-se aos vingadores como Magnum e atrai-los para uma armadilha feita pelo Barão Zemo, mas teve um rebate de consciência e aparentemente morreu a salvar os heróis. Na verdade, Os poderes de Simon colocaram-no num estado vegetativo em que se podia curar. Ele viveu para ser um dos membros mais populares dos Vingadores.

## Poderes
Magnum possui superforça, velocidade, durabilidade, agilidade e reflexos superiores a de pessoas normais. Ele também pode irradiar, projetar, absorver e manipular energia iônica.
Nas animações é capaz de transmutar seu corpo em energia iônica pura. Também pode se regenerar e voar (flutuar). É imortal na forma iônica.

## Outras Mídias
Magnum já apareceu em duas animações da Marvel: The Avengers: United They Stand, de 1999, e como vilão em The Avengers: Earth's Mightiest Heroes. Além disso, é personagem jogável nos jogos Super Hero Squad Online e Marvel Avengers Alliance.
Nos cinemas, o personagem supostamente seria vivido por Nathan Fillion, que faria uma rápida aparição em Guardiões da Galáxia Vol. 2, especulava-se que ele teria sua cena cortada do filme, o que mais tarde se descobriu é que a foto da suposta cena era uma montagem, uma brincadeira do ator.
1. ↑  «Wonder Man (Simon Williams) Powers, Enemies, History | Marvel». Marvel Entertainment (em inglês). Consultado em 13 de julho de 2020
2. ↑  «10 coisas que você precisa saber sobre o Magnum!». Legião dos Heróis. 28 de maio de 2016. Consultado em 13 de julho de 2020
3. ↑  «James Gunn esclarece cena deletada de Nathan Fillion em "Guardiões da Galáxia Vol. 2"». O Vício. 21 de abril de 2017. Consultado em 13 de julho de 2020
4. ↑  «Guardiões da Galáxia Vol. 2 | Nathan Fillion brinca com o público em foto de bastidores». Cinema com Rapadura. 24 de abril de 2017. Consultado em 13 de julho de 2020